# 3890 Bunin
3890 Bunin è un asteroide della fascia principale. Scoperto nel 1976, presenta un'orbita caratterizzata da un semiasse maggiore pari a 2,3311203 UA e da un'eccentricità di 0,1404533, inclinata di 5,20765° rispetto all'eclittica.